# Isshin Chiba
Isshin Chiba (千葉 一伸; Kesennuma, 26 giugno 1968) è un doppiatore giapponese che lavora attualmente per la Arts Vision.

## Biografia
Chiba è noto per essere la voce ufficiale di Jin Kazama, protagonista delle serie di videogiochi Tekken ed il suo alter ego Devil Jin, avendolo doppiato in tutte le apparizioni.
Altri personaggi doppiati da Chiba sono Dio Brando nel videogioco JoJo's Bizarre Adventure, Kyosuke Kagami della serie Rival Schools e Jedah Dohma della serie Darkstalkers.

## Vita privata
È il cugino di Shigeru Chiba, anche lui doppiatore.

## Doppiaggio

### Anime
- Alé alé alé o-o (Sasaki Yuutaka)
- .hack//SIGN (Silver Knight)
- Chobits (Zima)
- Bleach (Koga Kuchiki)
- Detective Conan (Agente Chiba)
- Detective Conan: Solo nei suoi occhi [film] (Agente Chiba)
- Meitantei Conan - Conan to Heiji to kieta shōnen [OAV] (Yousuke Moriguchi)
- Detective Conan: Trappola di cristallo [film]  (Agente Chiba)
- Detective Conan: Requiem per un detective [film] (Agente Chiba)
- D.Gray-man (65)
- Pretty Cure Splash☆Star (Karehaan)
- Great Teacher Onizuka (Ryuji Danma e Hiroshi Kochatani)
- Infinite Ryvius (Stein Heigar)
- Hoshi no Kābī (Monsieur Goan, Yamikage)
- Mahō Shōjo Puriti Samī (Chibiroku)
- Mega Man Star Force Tribe (Hollow)
- Mobile Suit Gundam SEED (Arnold Neumann, Ledonir Kisaka)
- Naruto (istruttore all'esame per chunin)
- OAV 2 di Naruto (Shibuki)
- One Piece (Hammond, Mikazuki, Gladius)
- Prince of Tennis (Michael Lee)
- Rockman EXE Stream (Baryl)
- Samurai Champloo (Ichiemon)
- Scarlet Nexus (Fubuki Spring)
- Ten Count (Kuramoto)
- Tekken: Bloodline (Jin Kazama)
- Transformers: Armada (Cyclonus, Blurr)
- Transformers: Energon (Cyclonus/Snow Cat)

### Videogiochi
- .hack//Mutation (Silver Knight)
- .hack//Outbreak (Silver Knight)
- .hack//G.U. Vol. 1//Rebirth (Sirius)
- .hack//G.U. Vol. 2//Reminisce (Sirius)
- .hack//G.U. Vol. 3//Redemption (Sirius)
- .hack//Link (Silver Knight)
- 10,000 Bullets (Lightning Joe)
- Armored Core 3 (Computer Voice)
- Breath of Fire IV (Fou-Lu, Cray)
- Capcom vs. SNK 2 (Kyosuke Kagami)
- Capcom Fighting Jam (Jedah Dohma)
- Cross Edge (Jedah Dohma)
- Devil Summoner: Soul Hackers (versione 3DS) (Judah Singh)
- Digimon World Data Squad (Masaki Nitta, Creepymon)
- Dragon Ball Xenoverse (Pattugliatore temporale)
- Dragon Ball Xenoverse 2 (Pattugliatore temporale)
- Fist of the North Star (Rei)
- Grandia II (Melfice)
- JoJo's Bizarre Adventure (Dio Brando)
- Legend of Legaia (Gi Derilla, Tetsu)
- Magical Drop II (Magician)
- Maken X (Hakke Shaja, Hakke Malukala, Hakke Youthfu, Hakke William, Ryu Kashin)
- Namco X Capcom (Jin Kazama, Minamoto no Yoshitsune)
- Nightshade (Agente)
- Ore no Shikabane o Koete Yuke (divinità)
- Plasma Sword: Nightmare of Bilstein (Franco Gerelt, Zelkin Fiskekrogen, Omega, Eagle)
- Project Justice: Rival Schools 2 (Kyosuke Kagami)
- Project X Zone (Jin Kazama, Jedah Dohma)
- Project X Zone 2 (Jin Kazama)
- Rival Schools: United by Fate (Kyosuke Kagami)
- Romancing SaGa (Gray)
- Scarlet Nexus (Fubuki Spring)
- Star Ocean: Till the End of Time (Albel Nox)
- Street Fighter III: New Generation (Sean Matsuda)
- Street Fighter III: 2nd Impact: Giant Attack (Sean Matsuda)
- Super Robot Wars Alpha 3 (Arnold Neumann)
- Super Robot Wars Z (Lowen General, Arnold Neumann)
- Super Robot Wars Z2: Destruction Chapter (Byman Hagard)
- Super Robot Wars Z2: Rebirth Chapter (Byman Hagard)
- Tales of Destiny 2 (Magnadeus)
- Tekken 3 (Jin Kazama)
- Tekken Tag Tournament (Jin Kazama)
- Tekken 4 (Jin Kazama)
- Tekken 5 (Jin Kazama/Devil Jin)
- Tekken 6 (Jin Kazama/Devil Jin)
- Tekken Tag Tournament 2 (Jin Kazama/Devil Jin)
- Tekken 7 (Jin Kazama/Devil Jin)
- Tekken 8 (Jin Kazama/Devil Jin)
- The Evil Within (Joseph Oda)
- The King of Fighters: All Star (Jin Kazama)
- Street Fighter X Tekken (Jin Kazama)
- Vampire Savior: The Lord of Vampire (Jedah Dohma)

### Tokusatsu
- Kamen Rider Decade (Garulu)

### Film d'animazione
- Animatrix (Raul)
- Rockman EXE: Hikari to Yami no Program (Baryl)
- Tekken: Blood Vengeance - (Jin Kazama/Devil Jin)